# Elchanan Gafni

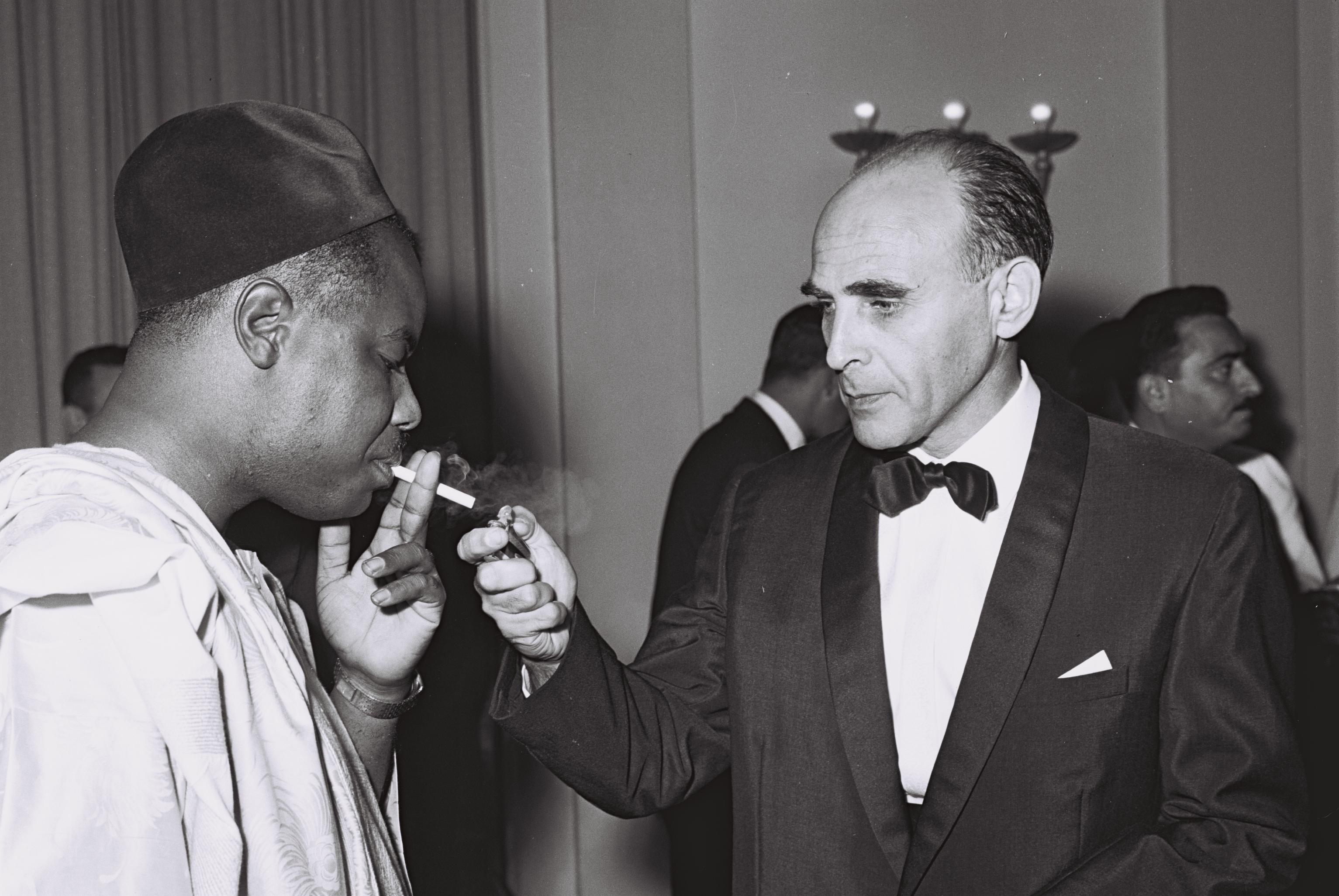
Elchanan Gafni (rechts) zündet dem kamerunischen Präsidenten Ahmadou Ahidjo eine Zigarette an (1963)

Elchanan Gafni (geboren als Paul Winterstein 10. September 1916 in Brünn, Österreich-Ungarn; gestorben 2010 in
Israel) war tschechoslowakisch-israelischer Journalist und Diplomat.

## Leben
Paul Winterstein wuchs in einer deutschsprachigen jüdischen Familie in der 1918 gegründeten Tschechoslowakei auf. Er besuchte das Gymnasium in Ungarisch Brod und begann ein Studium an der Deutschen Universität in Prag. Nach der deutschen Besetzung der Tschechoslowakei 1939 gelang ihm in einer Gruppe von 300 Jugendlichen die Überfahrt und illegale Einwanderung  nach Palästina, wo er bis 1947 im Kibbuz Kfar Ruppin lebte. Gafni war an der Einwanderungsaktion für die überlebenden osteuropäischen Juden beteiligt.
Ab 1952 arbeitete er als freiberuflicher Journalist in Israel. Von 1961 bis 1964 war er Botschafter Israels in der Republik Kamerun. Er ging später in die Werbung und arbeitete für die Israelische Sozialversicherung, für die er Bücher über das Altern schrieb.
Gafni lebte zuletzt in Ganei Tikva.

## Schriften
- Ešnāv la-ḥalômôt. Jerusalem: Karmel, 2000, ISBN 965-407-281-5 (hebräisch)